# Сарашка
Сарашка — река в России, протекает в Бардымском районе Пермского края. Устье реки находится в 73 км по левому берегу реки Тулва. Длина реки составляет 18 км. В 2,9 км от устья принимает справа реку Курдак.
Исток реки в урочище Башкирская Дача в 14 км к югу от села Сараши. В верховьях до впадения Малой Сарашки также обозначается как Большая Сарашка. Течёт на север, всё течение за исключением устья проходит по ненаселённому, всхолмлённому лесному массиву. Притоки — Малая Сарашка (левый); Курдак, Балаелга (правые). Нижнее течение проходит по территории крупного села Сараши, на северной окраине которого река впадает в Тулву.

## Данные водного реестра
По данным государственного водного реестра России относится к Камскому бассейновому округу, водохозяйственный участок реки — Кама от Камского гидроузла до Воткинского гидроузла, речной подбассейн реки — бассейны притоков Камы до впадения Белой. Речной бассейн реки — Кама.
По данным геоинформационной системы водохозяйственного районирования территории РФ, подготовленной Федеральным агентством водных ресурсов:
- Код водного объекта в государственном водном реестре — 10010101012111100014691
- Код по гидрологической изученности (ГИ) — 111101469
- Код бассейна — 10.01.01.010
- Номер тома по ГИ — 11
- Выпуск по ГИ — 1